# Потеряйки-Горовые (Решетиловский район)
Потеряйки-Горовые (укр. Потеряйки-Горові) — село,
Лиманский-Второй сельский совет,
Решетиловский район,
Полтавская область,
Украина.
Код КОАТУУ — 5324281509. Население по переписи 2001 года составляло 1 человек.

## Географическое положение
Село Потеряйки-Горовые находится на правом берегу реки Говтва,
выше по течению на расстоянии в 2 км расположено село Шарлаи,
ниже по течению примыкает село Шишацкое.